# Whitfieldia
Whitfieldia  (лат.) — род цветковых растений семейства Акантовые. Назван в честь натуралиста Томаса Уайтфилда (Thomas Whitfield), проводившего исследования в тропической Западной Африке (Гамбия, Сьерра-Леоне). Входит в состав трибы Whitﬁeldieae вместе с двумя афро-малагасийскими родами — Chlamydacanthus Lindau и Lankesteria Lindl.

## Описание
Многолетние кустарники или лианы. Листья одиночные, цельные, супротивные, всегда имеют черешок; цистолиты часто присутствуют на верхней стороне листьев. Соцветия — кисть, колос или метёлка, пазушное или конечное.  Цветки белые или кирпично-красные, обычно с парными прицветниками, сидят поодиночке в пазухах окрашенных прицветников, собранных в верхушечные кисти. Чашечка цветка пятичленная, хорошо заметная, более 9 мм в длину, примерно равна по длине или длиннее прицветника. Трубка венчика вздутая почти от основания или цилиндрическая, резко изгибается перед расширением в колокольчатый зев цветка, пятилепестная, доли венчика овальные или продолговато-ланцетные. Иногда чашечка отчётливо двугубая, с 2 верхними и 3 нижними долями. Тычинок 4, внутри трубки венчика или высовываются из неё, в парах. Завязь двугнёздная, в коробочке 2-4 семени. Семена дискоидальные, поверхности с концентрическими гребешками.

## Классификация
Род Уайтфелдия насчитывает около 14 видов, распространённых в тропических областях Африки.
- Whitfieldia arnoldiana De Wild. & T.Durand
- Whitfieldia brazzae (Baill.) C.B.Clarke
- Whitfieldia colorata C.B.Clarke ex Stapf
- Whitfieldia elongata (P.Beauv.) De Wild. & T.Durand —  «белые свечки» (англ. white candles); indolou (Центрально-Африканская Республика); mbonyati (Танзания)[2]
- Whitfieldia lateritia Hook.
- Whitfieldia latiflos C.B.Clarke
- Whitfieldia laurentii (Lindau) C.B.Clarke
- Whitfieldia letestui Benoist
- Whitfieldia liebrechtsiana De Wild. & T.Durand
- Whitfieldia orientalis Vollesen
- Whitfieldia preussii (Lindau) C.B.Clarke
- Whitfieldia purpurata (Benoist) Heine
- Whitfieldia rutilans Heine
- Whitfieldia stuhlmannii (Lindau) C.B.Clarke
- Whitfieldia thollonii (Baill.) Benoist

## Распространение
Род растений эндемичен для Африки Произрастает в лесах континентальной Африки от Гвинеи на западе до Эфиопии на востоке, на юге до Анголы, Замбии и Мозамбика (Сьерра-Леоне, Гвинея, Либерия, Берег Слоновой Кости, Бенин, Нигерия, Камерун, Экваториальная Гвинея, Габон, Конго, Центрально-Африканская Республика, Демократическая Республика Конго, Южный Судан, Эфиопия, Уганда, Кения, Танзания, Руанда, Ангола, Замбия, Мозамбик). Наибольшее разнообразие наблюдается в Гвинее-Конголезском фитогеографическом регионе.

## Использование
Растения этого рода используются в качестве декоративных в закрытом грунте. Скорость роста достигает 15 см за сезон, в комнатах вырастает до 1 м в высоту, но рекомендуется ограничивать рост прищипкой. Растение нуждается в обрезке для формирования кроны и поддержания декоративного внешнего вида. Культивирование несложное, но требуется влажность воздуха до 70%. Требуется хорошее рассеянное освещение, не выносит прямого солнечного света. Летом можно выносить в сад, но требуется защита от ветра и прямых солнечных лучей. Летом полив обильный, зимой умеренный. Почва лёгкая, плодородная; пересадка ежегодная. Цветение с октября по март. Размножается черенками с двумя узлами.
При культивировании в комнате подвергается нападению паутинного клеща, белокрылки, щитовки. Вытягивается при недостаточном освещении.
Whitfieldia elongata используется в традиционной медицине в Африке.